# Messerschmitt M17
Pour les articles homonymes, voir M17.
Le M17 fut le premier avion à moteur que Willy Messerschmitt construisit en 1925 à Bamberg. 
Grâce à ses excellentes qualités de vol, il remporta de nombreux concours et avec l'argent des prix, Messerschmitt put construire sa première usine.
Ce biplace réalisé presque entièrement en bois ne pesait que 198 kg. Sur les 6 ou 8 appareils construits, un seul existe encore et est exposé au Deutsches Museum à Munich. Le moteur d'origine était un Bristol Cherub II (en), d'une puissance de 29 ch. Le pilote n'avait aucune vision vers l'avant.

## Historique
En septembre 1926, le pilote Eberhard von Conta et l'écrivain Werner von Langsdorff rallièrent Rome depuis Bamberg à bord d'un M17. Ce faisant, ils survolèrent la partie centrale des Alpes. Pendant ce vol de plus 14 heures, ils durent refaire le plein toutes les trois heures, car le réservoir ne contenait que 28 litres. Ils volèrent parfois à une altitude de 4 500 mètres.

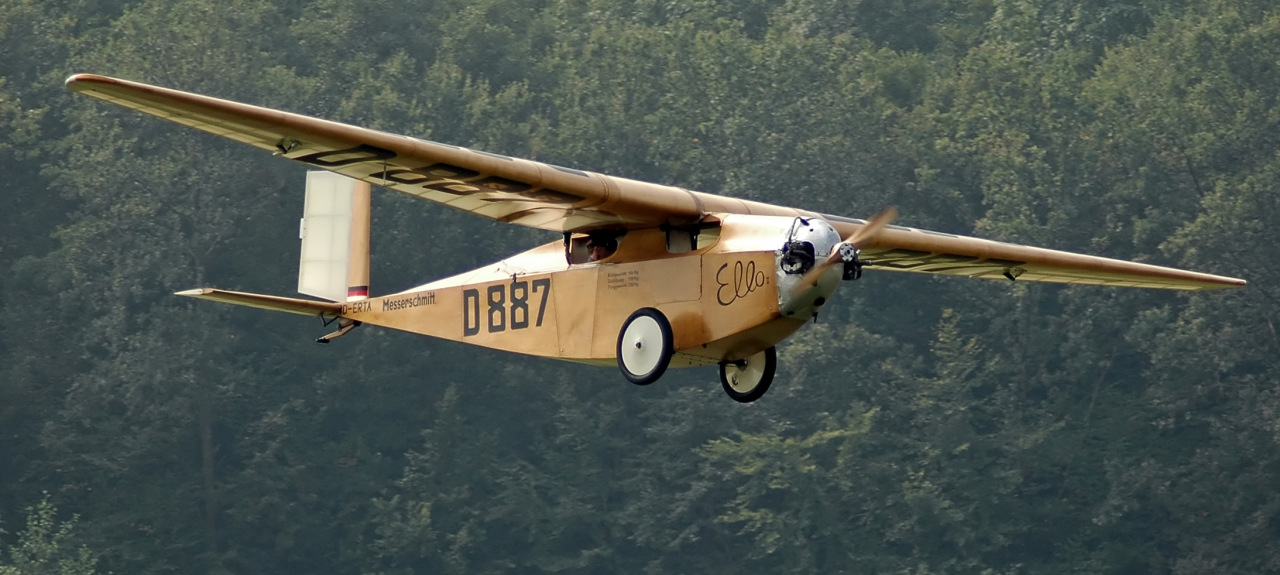
Le Messerschmitt M17 (reconstitution) de la fondation Messerschmitt.

Une reconstitution réalisée par la société Bitz Flugzeugbau pour la fondation Messerschmitt (premier vol le 14 avril 2004) fait des apparitions régulières, par exemple au salon aéronautique international de Berlin. Cet appareil pèse cependant 40 kg de plus que l'original en raison des équipements de sécurité et de navigation modernes. Ce M17 est maintenant basé au musée aéronautique de Manching près d'Ingolstadt en Bavière.
Il était également visible sur la base aérienne de Manching lors d'une opération portes ouvertes qui a rassemblé près de 100 000 personnes en juillet 2006.

Un Messerschmitt M17 (reconstitution) en vol
(info)